# Fracció composta
Una fracció composta en aritmètica és una fracció expressada de manera que tingui almenys una altra fracció al seu numerador, al denominador o a tots dos.
Per exemple, si una persona menja un tall d'un pastís tallat en vuitens, i després per a repetir es talla la meitat d'un altre tros, s'haurà menjat un tros i mig, un i mig vuitens, que es podria expressar per mitjà d'una fracció composta de la següent manera: (1 + 1/2) / 8 de manera que el numerador conté una fracció. Expressat de la manera 1,5/8 ja no seria una fracció composta, ja que la fracció no conté cap fracció ni al numerador ni al denominador.